# Pablo Lentini Riva
Pablo Lentini Riva (Milano, 3 marzo 1971) è un musicista e scrittore italiano.

## Biografia
Già da giovanissimo Pablo Lentini Riva si è accostato allo studio della chitarra classica sotto la guida di Vittorio Casagrande, per proseguire e terminare la formazione musicale con Ruggero Chiesa e Paolo Cherici al Conservatorio Giuseppe Verdi di Milano. Ha iniziato la carriera solistica a soli 15 anni, esibendosi in seguito anche in duo con il soprano Laura Catrani, il violinista Piercarlo Sacco e il flautista francese François Veilhan. Nel 1996 il Rotary Club di Milano San Babila gli ha assegnato all'unanimità il premio musicale Marco Koliqi e una borsa di studio per conseguire un diploma di perfezionamento a Parigi.
Ha studiato inoltre con David Russell, Stefano Grondona e Betho Davezac, con il quale ha approfondito la prassi esecutiva barocca.
Oltre alla carriera di concertista, che lo ha portato a esibirsi in tutta Europa e in Asia, Pablo Lentini Riva ha registrato diversi CD come solista e uno di canzoni spagnole e brasiliane intitolato Adela in duo con Laura Catrani. Monsieur Blancrocher, disco dedicato alla musica barocca francese e tedesca, raccoglie fra l'altro le trascrizioni per chitarra di quattro composizioni funebri in onore del liutista e mecenate Charles Fleury, Sieur de Blancrocher. I quattro Tombeaux sono stati scritti da famosi musicisti amici del liutista morto prematuramente nel 1652 in seguito a una rovinosa caduta dalle scale: i clavicembalisti Louis Couperin e Johann Jakob Froberger e i liutisti Francois Dufaut e Denis Gaultier. Il disco contiene inoltre il solo brano rimasto di Blancrocher , l'Offrande, allemanda contenuta nel manoscritto Vaudry de Saizenay.
Pablo Lentini Riva si è dedicato anche alla letteratura, scrivendo diverse raccolte di racconti musicali e tre romanzi pubblicati da Ellin Selae. Ha esordito nel 2003 con Prima di un concerto tedesco - variazioni sul tema della follia, libro in cui la musica è dipinta come unico percorso possibile per la redenzione pur nella tormentata esaltazione che essa stessa crea. Nel successivo Notturno per violoncello solo, romanzo del 2008 di ambientazione parigina, l'autore affronta il tema dell'inesorabile fluire del tempo, evidenziando la propria ossessione per Bach. Qui si dice che fu per amore - La musica e il silenzio in cinque racconti ispirati a Orfeo rivisita il mito di Orfeo. In Sinfonia per la città capovolta o l'ultimo concerto a Venezia (romanzo breve del 2013) sono ancora una volta la musica e gli strumentisti, maestri e allievi, a tessere la trama, stavolta ambientata nella città lagunare. Le raccolte di racconti sono confluite nell'unico volume intitolato La chitarra del liutaio di Almeria del 2017, tradotto in francese nel 2018 col titolo Les derniers jours d'Orphée (Qupé éditions). Fantasia elegiaca, romanzo del febbraio 2020 ambientato al Père-Lachaise, parla dei musicisti italiani illustri sepolti nel grande cimitero monumentale parigino. Questo ultimo lavoro ha vinto il Prix littéraire Machiavelli 2021 del Cercle Leonardo da Vinci
Due suoi racconti, Hausmusik e Beau séjour sono stati pubblicati rispettivamente nei numeri 12 del 2006 e 25 del 2008 della storica rivista d'arte FMR.
Pablo Lentini Riva è professore di chitarra classica presso il conservatorio Frédéric Chopin di Parigi e il conservatorio Marcel Dupré di Meudon.